# Назаревський Олександр Адріанович
Назаревський Олександр Андріянович (12 грудня 1887—30 вересня 1977, Київ) — український літературознавець, бібліограф, написав монографію про Пушкіна й Гете.
Народився у містечку Златопіль (тепер в складі м. Новомиргород Кіровоградської області). Закінчив Київський університет (1910). З 1914 до останніх років життя викладав у ньому. В 1928—50 працював науковим співробітником в АН УРСР. Друкувався з 1907. Автор досліджень з історії української і російської літератур (зокрема, давніх), текстології, бібліографії, фольклористики, мистецтвознавства. Брав участь в текстологічній підготовці 10-томного видання творів Т. Шевченка.
У лютому 2016 року одну з вулиць в Новомиргороді було названо на честь Олександра Назаревського.